# Colangiocarcinoma
Colangiocarcinoma, também conhecido como câncer de vias biliares, é uma forma de câncer que se forma nos ductos biliares. Os sintomas da doença podem incluir dor abdominal, pele amarelada, perda de peso, prurido generalizado e febre. Também podem ocorrer fezes esbranquiçadas ou urina escura. Outros cânceres do trato biliar incluem o de vesícula biliar e o de ampola de Vater.
Os fatores de risco incluem colangite esclerosante primária (uma doença inflamatória dos ductos biliares), colite ulcerosa, cirrose, hepatite C, hepatite B, infecção por certos parasitas de fígado e algumas malformações congênitas do órgão. No entanto, a maioria das pessoas não possui fatores de risco identificáveis. Suspeita-se do diagnóstico com base em uma combinação de exames de sangue, imagiologia médica, endoscopia e, às vezes, exploração cirúrgica. A doença é confirmada pelo exame de células do tumor em microscópio. É tipicamente um adenocarcinoma (um câncer que forma glândulas ou secreta mucina).
O diagnóstico é tipicamente incurável. Nesses casos, os tratamentos paliativos podem incluir ressecção cirúrgica, quimioterapia, radioterapia e procedimentos de stent. Em cerca de um terço dos casos que envolvem o ducto biliar comum e menos comumente em outros locais, o tumor pode ser completamente removido por cirurgia, oferecendo a chance de cura. Mesmo quando a remoção cirúrgica é bem sucedida, quimioterapia e radioterapia são geralmente recomendadas. Em certos casos, a cirurgia pode incluir um transplante de fígado. Mesmo quando a cirurgia é bem sucedida, a sobrevida em cinco anos é tipicamente menor que 50%.
O colangiocarcinoma é raro no mundo ocidental, com estimativas ocorrendo em 0,5 a 2 pessoas por 100 000 ao ano. As taxas são mais altas no sudeste da Ásia, onde parasitas de fígado são comuns. As taxas em partes da Tailândia são de 60 por 100 000 ao ano. Geralmente ocorre em pessoas na faixa dos 70 anos; no entanto, naqueles com colangite esclerosante primária, ocorre frequentemente nos anos 40. As taxas de colangiocarcinoma no fígado no mundo ocidental têm aumentado.

## Sinais e sintomas

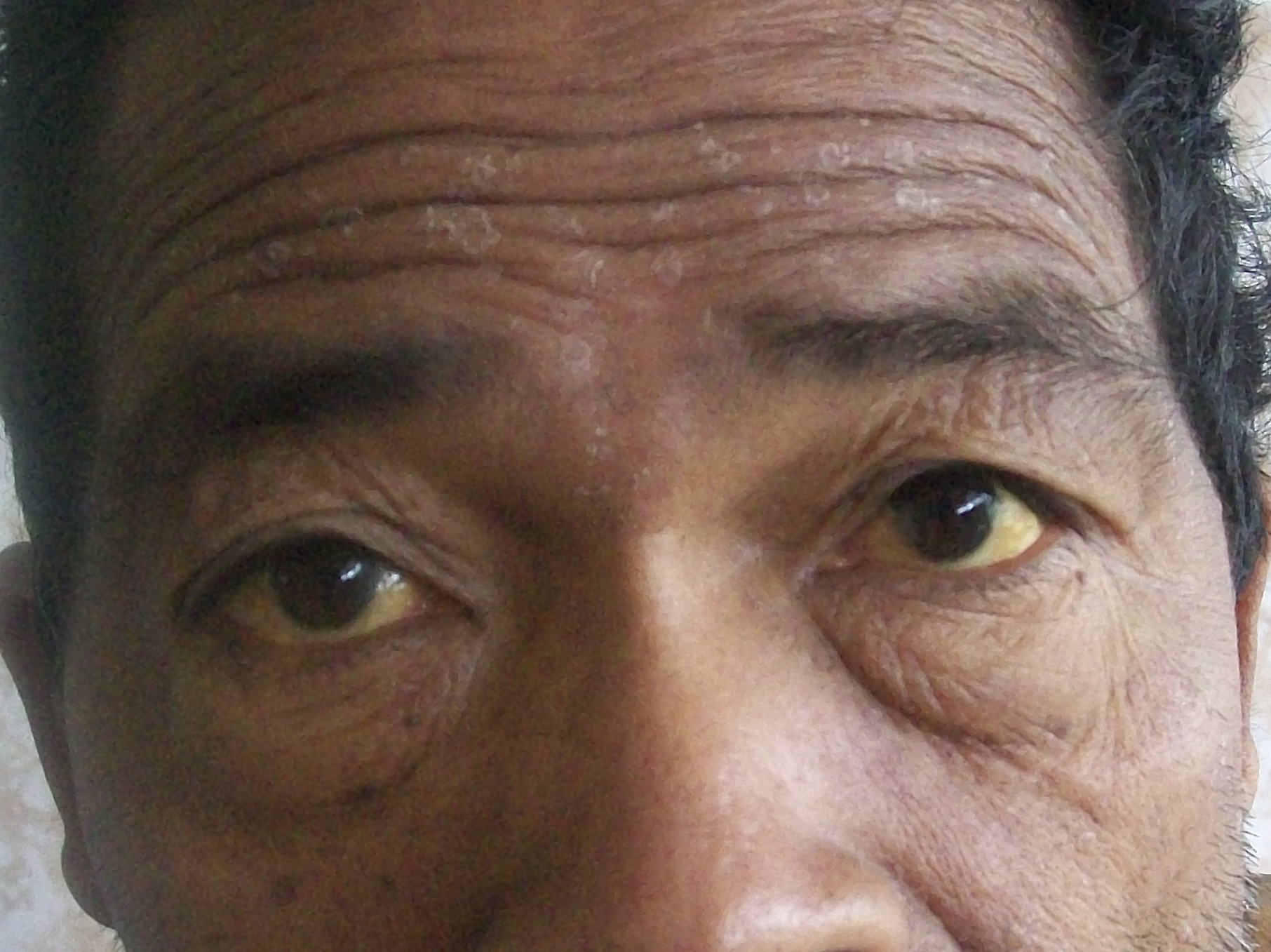
Amarelecimento da pele (icterícia) e dos olhos (escleral).

As indicações físicas mais comuns de colangiocarcinoma são testes de função hepática anormais (amarelecimento dos olhos e da pele que ocorre quando os ductos biliares são bloqueados pelo tumor), icterícia, dor abdominal (30%–50%), prurido generalizado (66%), perda de peso (30%–50%), febre (até 20%) e alterações na cor das fezes ou da urina. Até certo ponto, os sintomas dependem da localização do tumor: pacientes com colangiocarcinoma nos ductos biliares extra-hepáticos (fora do fígado) são mais propensos a ter icterícia, enquanto aqueles com tumores dos ductos biliares dentro do fígado mais frequentemente têm dor sem icterícia.
Exames de sangue da função hepática em pacientes com a doença frequentemente revelam o chamado "quadro obstrutivo", com níveis elevados de bilirrubina, fosfatase alcalina e gamaglutamiltranspeptidase, e níveis relativamente normais de transaminases. Tais achados laboratoriais sugerem obstrução dos ductos biliares, em vez de inflamação ou infecção do parênquima hepático, como a principal causa da icterícia.

## Fatores de risco
Embora a maioria dos pacientes apresente nenhum fator de risco evidente conhecido, vários fatores de risco para o desenvolvimento de colangiocarcinoma foram descritos. No mundo ocidental, a mais comum delas é a colangite esclerosante primária (CEP), uma doença inflamatória dos ductos biliares que está intimamente associada à colite ulcerosa (CU). Estudos epidemiológicos sugeriram que o risco de desenvolver a doença ao longo da vida para uma pessoa com CEP é da ordem de 10% a 15%, embora as séries de autópsias tenham encontrado taxas tão altas quanto 30% nessa população.

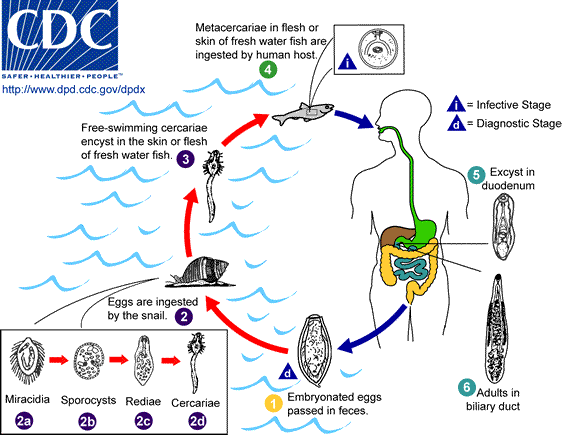
Ciclo de vida de Clonorchis sinensis, um parasita de fígado associado ao câncer de vias biliares (em inglês)

Certas doenças hepáticas parasitárias também podem ser fatores de risco. A colonização de parasitas do fígado Opisthorchis viverrini (encontrado no Sudeste Asiático) ou Clonorchis sinensis (encontrado na China, Taiwan, leste da Rússia, Coreia e Vietnã) tem sido associado ao desenvolvimento de colangiocarcinoma. Programas de controle que visam desencorajar o consumo de alimentos crus e mal cozidos foram bem-sucedidos na redução da incidência do câncer de vias biliares em alguns países. Pacientes com doença hepática crônica, seja na forma de hepatite viral (por exemplo, hepatite B ou hepatite C), doença hepática alcoólica ou cirrose hepática devido a outras causas, apresentam risco significativamente aumentado de colangiocarcinoma. A infecção pelo vírus da imunodeficiência humana (HIV) também foi identificada em um estudo como um fator de risco potencial para a doença, embora não esteja claro se o próprio HIV ou outros fatores correlacionados e confundidores foram responsáveis pela associação.
Estudos demonstraram que bactérias do gênero Helicobacter, como a Helicobacter bilis e a Helicobacter hepaticus, podem colonizar a vesícula biliar, causando infecções. Além da presença de Helicobacter nos tratos biliares, quando isoladas do trato e do tecido biliar, elas podem ter implicações no desenvolvimento de formas de cânceres na região.
Anormalidades hepáticas congênitas, como a síndrome de Caroli (um tipo específico de cinco cistos de colédoco reconhecidos), têm sido associadas a um risco de aproximadamente 15% de desenvolver colangiocarcinoma ao longo da vida. Os raros distúrbios hereditários da síndrome de Lynch II e a papilomatose biliar também foram descobertas associadas à doença. A presença de cálculos biliares (colelitíase) não está claramente associada ao câncer. No entanto, os cálculos intra-hepáticos (chamado hepatolitíase), que são raros no Ocidente, mas comuns em partes da Ásia, têm sido fortemente associados ao colangiocarcinoma. A exposição ao torotraste, uma forma de dióxido de tório que foi usada como meio de contraste radiológico, tem sido associada ao desenvolvimento de colangiocarcinoma até 30 a 40 anos após a exposição; o torotraste foi proibido nos Estados Unidos nos anos 50 devido a sua carcinogenicidade.

## Fisiopatologia

Diagrama do sistema digestivo mostrando a localização do ducto biliar

O colangiocarcinoma pode afetar qualquer área dos ductos biliares, dentro ou fora do fígado. Os tumores que ocorrem nos ductos biliares dentro do fígado são referidos como intra-hepáticos, os que ocorrem nos ductos fora do órgão são extra-hepáticos e os tumores que ocorrem no local onde os ductos biliares saem do fígado podem ser referidos como peri-hilares. Um colangiocarcinoma ocorrendo na junção onde os ductos hepáticos esquerdo e direito se encontram para formar o ducto hepático comum pode ser referido de forma eponímica como um tumor de Klatskin.
Embora o câncer de vias biliares seja conhecido por ter as características histológicas e moleculares de um adenocarcinoma de células epiteliais que revestem o trato biliar, a célula real de origem é desconhecida. Evidências recentes sugeriram que a célula inicial transformada que gera o tumor primário pode surgir de uma célula tronco hepática pluripotente. Pensa-se que o colangiocarcinoma se desenvolve através de uma série de fases — desde hiperplasia precoce e metaplasia, através de displasia, até o desenvolvimento de carcinoma franco — num processo semelhante ao observado no desenvolvimento do câncer colorretal. Acredita-se que a inflamação crônica e a obstrução dos ductos biliares, e o resultante fluxo biliar comprometido, desempenham um papel nessa progressão.
Histologicamente, os colangiocarcinomas podem variar de indiferenciados a bem diferenciados. Eles são frequentemente cercados por uma resposta rápida de tecido fibrótico ou desmoplásico; na presença de fibrose extensa, pode ser difícil distinguir o colangiocarcinoma bem diferenciado do epitélio reativo normal. Não há coloração imuno-histoquímica inteiramente específica que possa distinguir tecido ductal biliar maligno de benigno, embora a coloração para citoqueratinas, antígeno carcinoembrionário e mucinas possa auxiliar no diagnóstico. A maioria dos tumores (mais de 90%) são adenocarcinomas.

## Diagnóstico

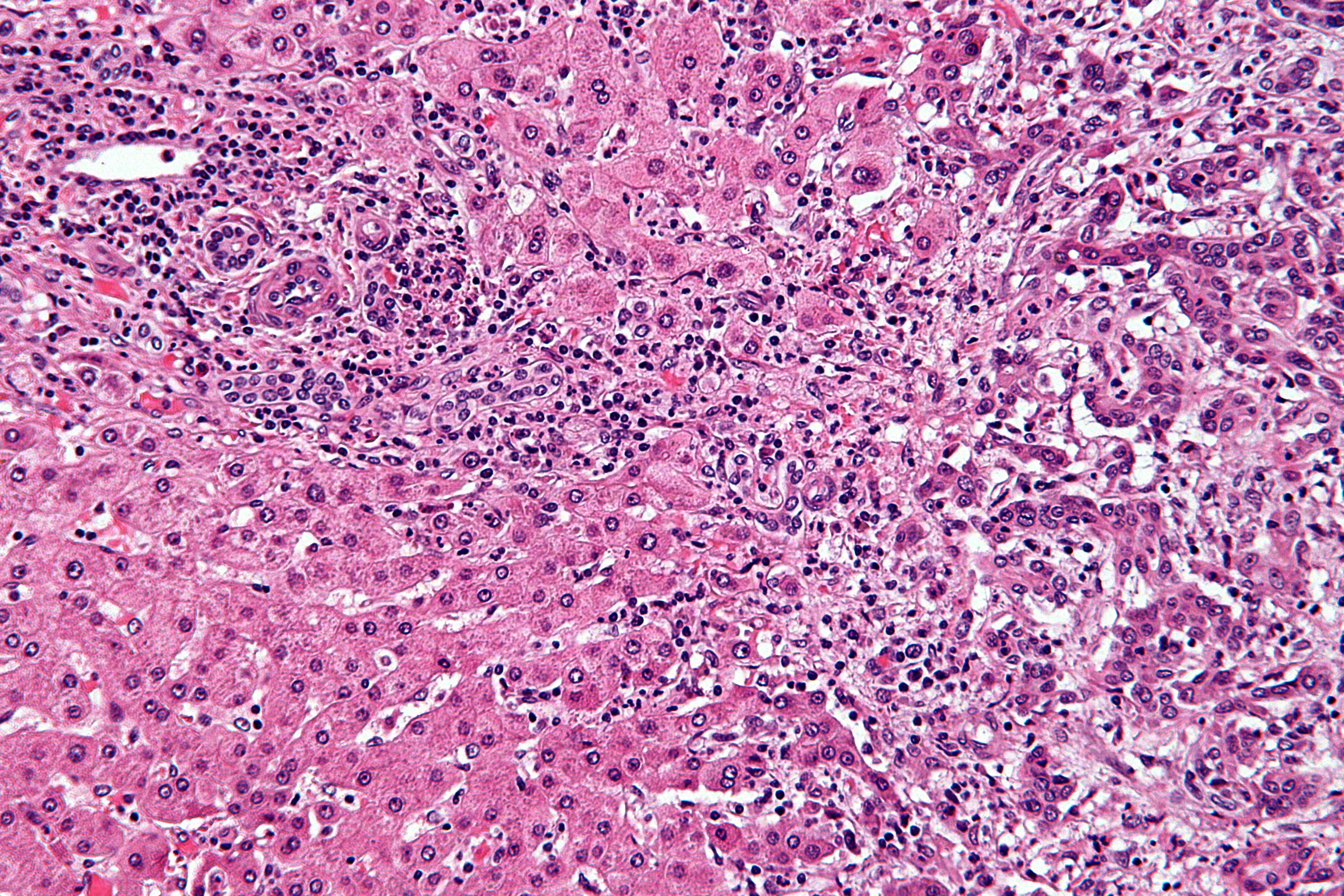
Micrografia de um intra-hepático, isto é, no fígado, colangiocarcinoma (direito da imagem); hepatócitos benignos são vistos (à esquerda da imagem). Histologicamente, trata-se de um colangiocarcinoma, pois (1) células atípicas do tipo ducto biliar (à esquerda da imagem) estendem-se do tumor em um septo interlobular (a localização anatômica normal dos ductos biliares), e (2) o tumor apresenta estroma desmoplásico abundante, frequentemente observado em colangiocarcinomas. Uma tríade portal (canto superior esquerdo da imagem) possui um ducto biliar histologicamente normal. Coloração H&E

### Exames de sangue
Não há exames de sangue específicos que possam diagnosticar o colangiocarcinoma por si só. Os níveis séricos de antígeno carcinoembrionário e CA19-9 são frequentemente elevados, mas não são sensíveis ou específicos o suficiente para serem usados como ferramenta geral de triagem. No entanto, eles podem ser úteis em conjunto com métodos de imagem no apoio a um diagnóstico suspeito de colangiocarcinoma.

### Imagem abdominal

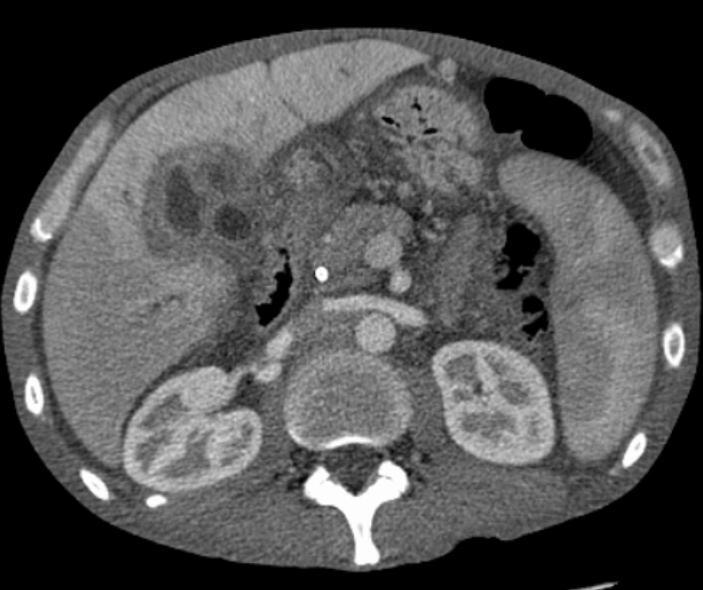
Tomografia computadorizada mostrando o colangiocarcinoma

A ultrassonografia do fígado e das vias biliares é frequentemente usada como modalidade de imagem inicial em pacientes com suspeita de icterícia obstrutiva. O ultrassom pode identificar obstrução e dilatação ductal e, em alguns casos, pode ser suficiente para diagnosticar o colangiocarcinoma. A tomografia computadorizada (TC) também pode desempenhar um papel importante no diagnóstico da doença.

### Imagem da árvore biliar

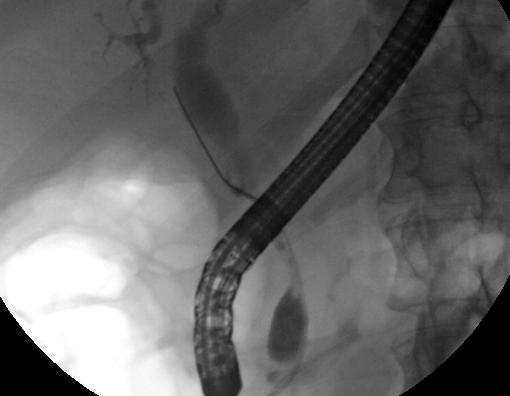
Imagem CPRE do colangiocarcinoma, mostrando estenose do ducto biliar comum e dilatação do ducto biliar comum proximal

Embora a imagem abdominal possa ser útil no diagnóstico de colangiocarcinoma, a imagem direta dos ductos biliares é frequentemente necessária. A colangiopancreatografia retrógrada endoscópica (CPRE), um procedimento endoscópico realizado por um gastroenterologista ou cirurgião especialmente treinado, tem sido amplamente utilizada para esse fim. Embora a CPRE seja um procedimento invasivo com riscos concomitantes, suas vantagens incluem a capacidade de obter biópsias e colocar stents ou realizar outras intervenções para aliviar a obstrução biliar. A ultrassonografia endoscópica também pode ser realizada no momento da CPRE e pode aumentar a precisão da biópsia e produzir informações sobre a invasão e a operabilidade do linfonodo. Como alternativa à CPRE, a colangiografia percutânea trans-hepática (CPT) pode ser utilizada. A colangiopancreatografia por ressonância magnética (CPRM) é uma alternativa não invasiva à CPRE. Alguns autores sugeriram que a CPRM deve suplantar a CPRE no diagnóstico de cânceres biliares, pois pode definir com mais precisão o tumor e evitar os riscos da CPRE.

### Cirurgia

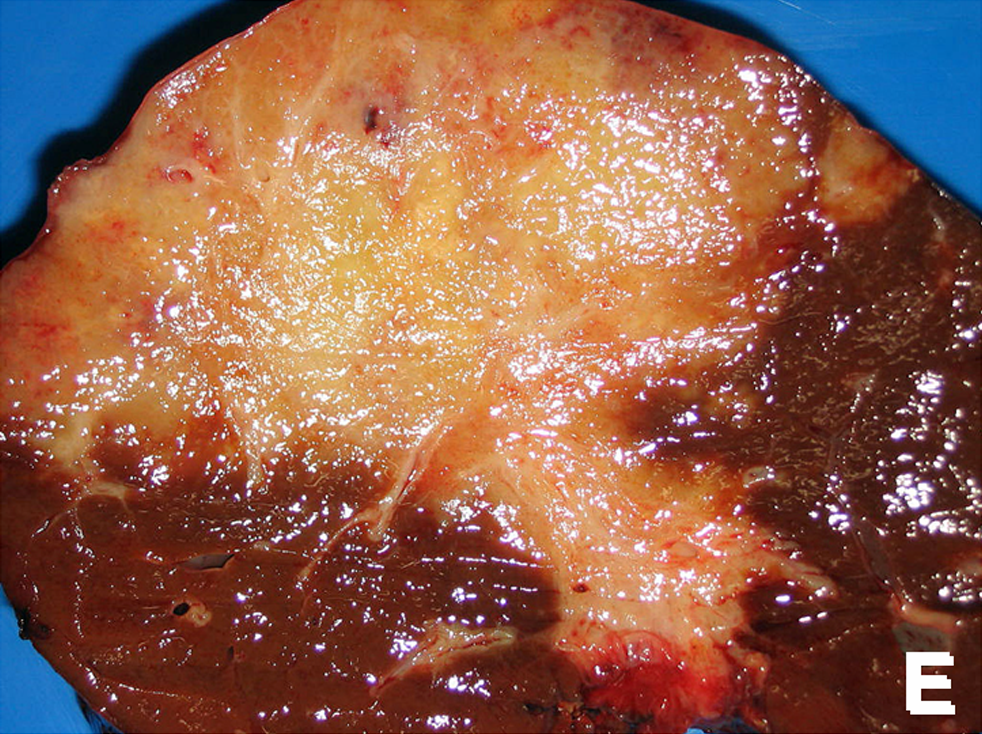
Fotografia do câncer de vias biliares no fígado humano

A exploração cirúrgica pode ser necessária para obter uma biópsia adequada e para classificar com precisão um paciente com colangiocarcinoma. A laparoscopia pode ser usada para fins de estadiamento e pode evitar a necessidade de um procedimento cirúrgico mais invasivo, como a laparotomia, em alguns pacientes.

### Patologia
Histologicamente, os colangiocarcinomas são adenocarcinomas classicamente bem moderadamente diferenciados. A imuno-histoquímica é útil no diagnóstico e pode ser usada para ajudar a diferenciar um colangiocarcinoma de carcinoma hepatocelular e metástase de outros tumores gastrointestinais. As raspagens citológicas são frequentemente não diagnósticas, uma vez que esses tumores geralmente têm um estroma desmoplásico e, portanto, não liberam células tumorais diagnósticas com raspagens.

### Estadiamento
Embora existam pelo menos três sistemas de estadiamento para o colangiocarcinoma (por exemplo, os de Bismuth, Blumgart e do Comitê Conjunto Americano para Estadiamento do Câncer), nenhum demonstrou ser útil na previsão da sobrevida. A questão de estadiamento mais importante é se o tumor pode ser removido cirurgicamente ou se é avançado demais para que o tratamento cirúrgico seja bem sucedido. Muitas vezes, essa determinação só pode ser feita no momento da cirurgia.
As diretrizes gerais para operabilidade incluem:
- Ausência de linfonodos ou metástases hepáticas;
- Ausência de envolvimento da veia porta;
- Ausência de invasão direta de órgãos adjacentes;
- Ausência de doença metastática generalizada.

## Tratamento
O colangiocarcinoma é considerado uma doença incurável e rapidamente letal, a menos que todos os tumores possam ser totalmente ressecados (cortar cirurgicamente). Como a operabilidade do tumor só pode ser avaliada durante a cirurgia na maioria dos casos, a maioria dos pacientes é submetida à cirurgia exploratória, a menos que já exista uma indicação clara de que o tumor é inoperável. No entanto, a Mayo Clinic relatou sucesso significativo no tratamento do câncer do ducto biliar precoce com o transplante de fígado, utilizando uma abordagem protocolizada e critérios rígidos de seleção.
Terapia adjuvante seguida de transplante de fígado pode ter um papel no tratamento de certos casos irressecáveis. As terapias locorregionais, incluindo quimioembolização transarterial, radioembolização transarterial e terapias de ablação, têm um papel nas variantes intra-hepáticas da doença para fornecer paliação ou cura potencial em pessoas que não são candidatas a cirurgia.

### Quimioterapia adjuvante e radioterapia
Se o tumor pode ser removido cirurgicamente, os pacientes podem receber quimioterapia adjuvante ou radioterapia após a operação para melhorar as chances de cura. Se as margens do tecido forem negativas (ou seja, o tumor foi totalmente extirpado), a terapia adjuvante é de benefício incerto. Ambos os resultados positivo e negativo foram relatados com terapia de radiação adjuvante neste cenário, e nenhum estudo prospectivo randomizado controlado foi realizado até março de 2007. A quimioterapia adjuvante parece ser ineficaz em pacientes com tumores completamente ressecados. O papel da quimiorradioterapia combinada nesse cenário não é claro. No entanto, se as margens do tecido tumoral são positivas, indicando que o tumor não foi completamente removido através de cirurgia, então a terapia adjuvante com radiação e possivelmente quimioterapia é geralmente recomendada com base nos dados disponíveis.

### Tratamento da doença avançada
A maioria dos casos de colangiocarcinoma apresenta-se como doença inoperável (irressecável), em cujo caso os pacientes geralmente são tratados com quimioterapia paliativa, com ou sem radioterapia. Tem sido demonstrado num estudo que a quimioterapia controlada randomizada melhora a qualidade de vida e prolonga a sobrevida em pacientes com câncer de vias biliares inoperável. Não existe um regime único de quimioterapia que seja universalmente utilizado, e a inscrição em ensaios clínicos é frequentemente recomendada quando possível. Os agentes quimioterápicos usados no tratamento do colangiocarcinoma incluem 5-fluorouracil com leucovorina, gemcitabina como agente único ou gemcitabina associada à cisplatina, irinotecano ou capecitabina. Um pequeno estudo piloto sugeriu possível benefício do inibidor erlotinibe da tirosina quinase em pacientes com a forma avançada da doença. A radioterapia parece prolongar a sobrevida em pessoas com colangiocarcinoma extra-hepático ressecado, e os poucos relatos de seu uso no câncer irressecável parecem mostrar uma melhora na sobrevida, mas os números são pequenos.

## Prognóstico
A ressecção cirúrgica oferece a única chance potencial de cura no colangiocarcinoma. Para casos não ressecáveis, a taxa de sobrevida em 5 anos é de 0%, quando a doença é inoperável porque os linfonodos distais apresentam metástases e menos de 5% em geral. A duração média global de sobrevida é inferior a 6 meses em pacientes com doença metastática.
Para casos cirúrgicos, as chances de cura variam dependendo da localização do tumor e se o tumor pode ser removido completamente ou apenas parcialmente. Os colangiocarcinomas distais (aqueles que surgem do ducto biliar comum) são geralmente tratados cirurgicamente com um procedimento de Whipple; taxas de sobrevida em longo prazo variam de 15 a 25%, embora uma série relatou uma sobrevida de cinco anos de 54% para pacientes sem envolvimento dos gânglios linfáticos. Colangiocarcinomas intra-hepáticos (aqueles que surgem dos ductos biliares dentro do fígado) são geralmente tratados com hepatectomia parcial. Várias séries relataram estimativas de sobrevida após a cirurgia, variando de 22 a 66%; o resultado pode depender do envolvimento dos gânglios linfáticos e da completude da cirurgia. Os colangiocarcinomas peridilares (os que ocorrem perto de onde os ductos biliares saem do fígado) têm menor probabilidade de serem operáveis. Quando a cirurgia é possível, eles geralmente são tratados com uma abordagem agressiva, muitas vezes incluindo a remoção da vesícula biliar e, potencialmente, parte do fígado. Em pacientes com tumores peri-hilares operáveis, as taxas de sobrevida em 5 anos relatadas variam de 20 a 50%.
O prognóstico pode ser pior para pacientes com colangite esclerosante primária que desenvolvem colangiocarcinoma, provavelmente porque o câncer não é detectado até que esteja avançado. Algumas evidências sugerem que os resultados podem estar melhorando com abordagens cirúrgicas mais agressivas e terapia adjuvante.

## Epidemiologia
A doença é uma forma relativamente rara de câncer; a cada ano, aproximadamente 2 000 a 3 000 novos casos são diagnosticados nos Estados Unidos, traduzindo-se em uma incidência anual de 1 a 2 casos por 100 000 pessoas. Séries de autópsias relataram uma prevalência de 0,01% a 0,46%. Há uma maior prevalência de colangiocarcinoma na Ásia, que tem sido atribuída à infestação parasitária crônica endêmica. A incidência de colangiocarcinoma aumenta com a idade e a doença é ligeiramente mais comum em homens do que em mulheres (possivelmente devido à maior taxa de colangite esclerosante primária, um importante fator de risco, em homens). A prevalência de colangiocarcinoma em pacientes com colangite esclerosante primária pode chegar a 30%, com base em estudos de autópsia.
Vários estudos documentaram um aumento constante na incidência de colangiocarcinoma intra-hepático nas últimas décadas; aumentos foram vistos na América do Norte, Europa, Ásia e Austrália. As razões para o aumento da ocorrência de colangiocarcinoma não são claras; métodos diagnósticos melhorados podem ser parcialmente responsáveis, mas a prevalência de fatores de risco potenciais para o colangiocarcinoma, como a infecção pelo HIV, também tem aumentado durante esse período.